# Автохтонність
Автохтони (від грец. αυτοχθων — місцевий, корінний, тубільний) — термін, що має кілька близькоспоріднених значень пов'язаних з місцевим походженням:
1. Тубільці, корінні жителі країни. Латинською мовою звались «аборигени» (від лат. ab origine — з початку).
2. Етнічні спільноти, що виникли на даній території.
3. Організми, що живуть там, де вони розвилися, як вид.

## Етимологія
Давньогрецьке значення поняття означало «люди, які живуть тут від початку роду людського». Поняття пов'язане з релігією і віруваннями Стародавньої Греції, в якій вважалось, що людей створили їхні боги з каменю (наприклад, Девкаліон, Пірра), а також боги створили їх і звичайним природним шляхом (у Девкаліона і Пірри, незважаючи на їх похилий вік, народився Еллен — родоначальник греків (звідси і «елліни»). Цікаво, що у греків слово «лаас» означає «камінь», а «лаос» — «народ».